# كبيبة (كلية)
الكبيبة الكلوية هي شبكة تشبه الخصلة، مكوّنة من شعيرات دموية تقع في مقدمة الوحدة الأنبوبية الكلوية، وتقوم بوظيفة المحطة الأولى لعملية ترشيح الدم التي تتولاها الوحدة الأنبوبية الكلوية خلال عملية تكوين البول. تدعم الكبيبة بنيويّاً من خلال مسراق الكبيبة (المساحة بين الأوعية الدموية)، التي تتكوّن من خلايا مسراقيّة داخل كبيبيّة، يرشح الدم عبر جدران الأوعيّة الدموية عن طريق الحاجز الترشيحي الكُبيبي الذي يمرّر الماء والمواد الذوّابة فيه إلى كيس يشبه الكأس يسمّى «محفظة بومان»، لتدخل بعدها الرُشاحة الكُبيبية النبيب الكلوي الداني.
تتلقّى الكبيبة إمدادها الدموي من شُرين وارد يصدر من الشبكة الدمويّة الكلوية، وعلى عكس بقيّة الأسرّة الشعيرية تخرج الشعيرات من الكبيببة الكلوية على شكل شُرين صادر، بدلاً من وريد، تسبّب المقاومة الوعائية المرتفعة في الشُرين الصادر زيادةً في الضغط الهيدروستاتيكي، ما يسبّب ترشيحًا فائقًا في الكبيبة.
تشكّل الكبيبة مع محفظة بومان المحيطة بها محفظة الكلية، وهي وحدة الترشيح الأساسية في الكلية. معدّل ترشيح الدم في الكبيبة هو المقياس الأساسي لوظيفة الكلية، ويسمّى «معدّل الرشح الكُبيبي».

## البنية
الكُبيبة هي حزمة من الأوعية الدموية الدقيقة أو الشُعيرات الدموية تقع داخل محفظة بومان في الكلية، تدعم الخلايا المسراقية الكبيبيّة الحزم أو الكُبيبات، يدخل الدم إلى الشعيرات عبر شُرين يدعى الشُرين الوارد، ويخرج عبر الشُرين الصادر، تتكوّن الشعيرات من أنبوب ذي لمعة مُبطّن بخلايا بطانيّة، تدعى المسامات داخل جُدر الشعيرات بالنوافذ، تسمح الشُعيرات بمرور الماء والمواد المنحلّة، وبعد مرورها عبر الغشاء الكبيبي القاعدي، والخلايا الرجلاء (تدعى أيضاً الخلايا القدميّة)، تدخل إلى محفظة بومان على شكل رُشاحة مستدقّة (أي فائقة الرشح).

### البطانة
تغطي الخلايا البطانيّة الشعيرات الكبيبية من الداخل، وتحتوي البطانة على مسامات كثيرة تدعى بالنوافذ (بقطر50-100 نانومتر)، تسمح بمرور الماء والمواد المنحلة وبعض البروتينات، وتمنع في الوقت نفسه عبور خلايا الدم الحمراء والبيضاء والصُفيحات الدموية.

### مسراق الكُبيبة
تُدعى المسافة بين الشُعيرات الكبيبية بمسراق الكبيبة، وتشغلها الخلايا المسراقية داخل الكبيبية، لا تشكّل الأخيرة جزءًا من حاجز الترشيح، ولكنّها خلايا حول شريانية متخصّصة بتنظيم معدّل الترشيح عبر التقلّص والارتخاء، يساعدها على وظيفتها غناها بألياف الأكتين والميوزين. تتصل بعض الخلايا المسراقية بشكل مباشر بالشُعيرات، بينما تتصل الأخرى بالخلايا الرجلاء، توجد علاقة كيميائية ثنائية الاتجاه بين كل من: الشعيرات، والخلايا المسراقية، والخلايا الرجلاء، لضبط معدّل الرشح الكُبيبي.

### الإمداد الدموي
تتلقّى الكبيبة إمدادها الدموي من الشُرين الوارد. على عكس معظم الأسرة الشعرية، تخرج الشعيرات الدموية من الكبيبة إلى شُرينات صادرة بدلاً من أوردة. تمتلك الشُرينات ضغطًا هيدروستاتيكيًا كافيًا داخل الكبيبة لتوفير قوة الترشيح الفائق.
تتمدّد الشرايين وتتقلّص بسهولة أكبر من الأوردة بسبب طبقة الخلايا العضلية الملساء السميكة في الغلالة المتوسطة، ما يجعلها أكثر قدرة على التحكّم في تدفّق الدم، لهذا السبّب يتكوّن السرير الشُعيري في الكبيبة من شرينات، بدلًا من أوردة.

## وظائف الكُبيبة

### الترشيح
تتمثّل الوظيفة الأساسيّة للكُبيبة بترشيح البلاسما، وتكوين الرُشاحة الكبيبية التي تمر عبر الوحدة الكلوية لتكوّن البول في النهاية، معدّل رشح الكُبيبة أعلى بكثير من معدّل الرشح في الشُعيرات الجهازية، ويعود ذلك إلى المميزات التشريحية لشعيرات الكُبيبة. وبعكس الشعُيرات الجهازية (التي تأخذ الدم من شُرينات ذات مقاومة وعائية عالية، وتصب في أوردة منخفضة المقاومة الوعائية) ترتبط نهايتا الشُعيرات الكبيبية بشُرينات ذات مقاومة وعائية عالية (الشرين الوارد والشُرين الصادر)، ما يرفع الضغط الهيدروستاتيكي داخل الكُبيبية، ويزيد الرشح إلى محفظة بومان.
إذا عبرت المادة الخلايا البطانية للشعيرات الكُبيبية، والغشاء الكبيبي القاعدي، والخلايا الرجلاء، ودخلت لمعة النُبيب، عندها نسمّيها «الرُشاحة الكُبيبية».

#### النَفوذيّة
تحدّد طبقات الكُبيبة نفوذية المواد عبرها، وهذا ما يسمّى بـ «النَفوذية الانتقائية»، العوامل المُحدّدة للنفوذية الانتقائية هي: الشحنة السالبة للغشاء القاعدي، وظهارة الخلايا الرجلاء، وقياس مسام أو ثقوب الجدار الكُبيبي (8 نانومتر). بالنتيجة، ستعبر الجسيمات سالبة الشحنة كبيرة الحجم بصعوبة أكبر بكثير من الجُسيمات صغيرة الحجم موجبة الشحنة، وستعبر الأيونات الصغيرة كالصوديوم والبوتاسيوم بحرّية (نفوذية عالية)، بينما لن تتمكّن البروتينات الكبيرة مثل الألبومين والهيموغلوبولين من العبور (معدومة النَفوذية).
يُعتبر الضغط الجرمي للشعيرات الكبيبية من القوى التي تعاكس الترشيح بسبب البروتينات الكبيرة سالبة الشحنة ذات النفوذية الضعيفة، وبالتالي سيزداد الضغط الجرمي أكثر بعد مرور الدم عبر الكُبيبات الكلوية، التي سترشح الماء والمواد المنحلة دون البروتين.

### تنظيم قيم الضغط الدموي
تحتوي جدران الشُرين الوارد على خلايا عضلية ملساء متخصّصة في صنع الرينين، يلعب الجهاز المجاور للكُبيبات دوراً أساسياً في جملة الرينين-إنجوتنسن التي تتحكّم بحجم وضغط الدم وتعمل على تنظيمهما.

## الأهميّة السريريّة
قد ينتج عن أذية الكُبيبة بسبب بعض الأمراض مرور كريات الدم البيضاء والحمراء والصُفيحات الدمويّة وبروتينات الدم مثل الألبومين والغلوبولين إلى الرشاحة الكلوية، تتنوّع أسباب الأذية الكبيبية من الالتهابية إلى السُميّة أو الاستقلابية، قد تُشاهد هذه الموجودات عن طريق تحليل البول، أو الفحص الكيميائي (شريط الغمس)، والأمراض المسبّبة هي اعتلال الكليّة السُكّري والتهاب كُبيبات الكلية واعتلال الكلية بالغلوبولين المناعي أ.
نظراً للارتباط الواضح بين الكبيبات ومعدّل الرشح الكبيبي، يعتبر الأخير ذا أهمية سريرية عند الشك بالإصابة بمرض كلوي ومتابعة المرضى المصابين وتقدير خطورة إصابة المريض بأذية كلوية حادّة، عند تناوله لأحد الأدوية التي تُطرَح عبر الكلى.

## لمحة تاريخية
في عام 1666، وصف عالم الأحياء والتشريح الإيطالي مارسيلو ملبيغي الكبيبات لأول مرة، وأوضح علاقتها مع الأوعية الدموية الكلوية. بعد حوالي 175عامًا، أوضح الجرّاح وعالم التشريح ويليام بومان بالتفصيل بنية الشعيرات الدموية للكبيبة، والاستمرارية بين المحفظة المحيطة بها والنُبيب الداني.

## معرض الصور

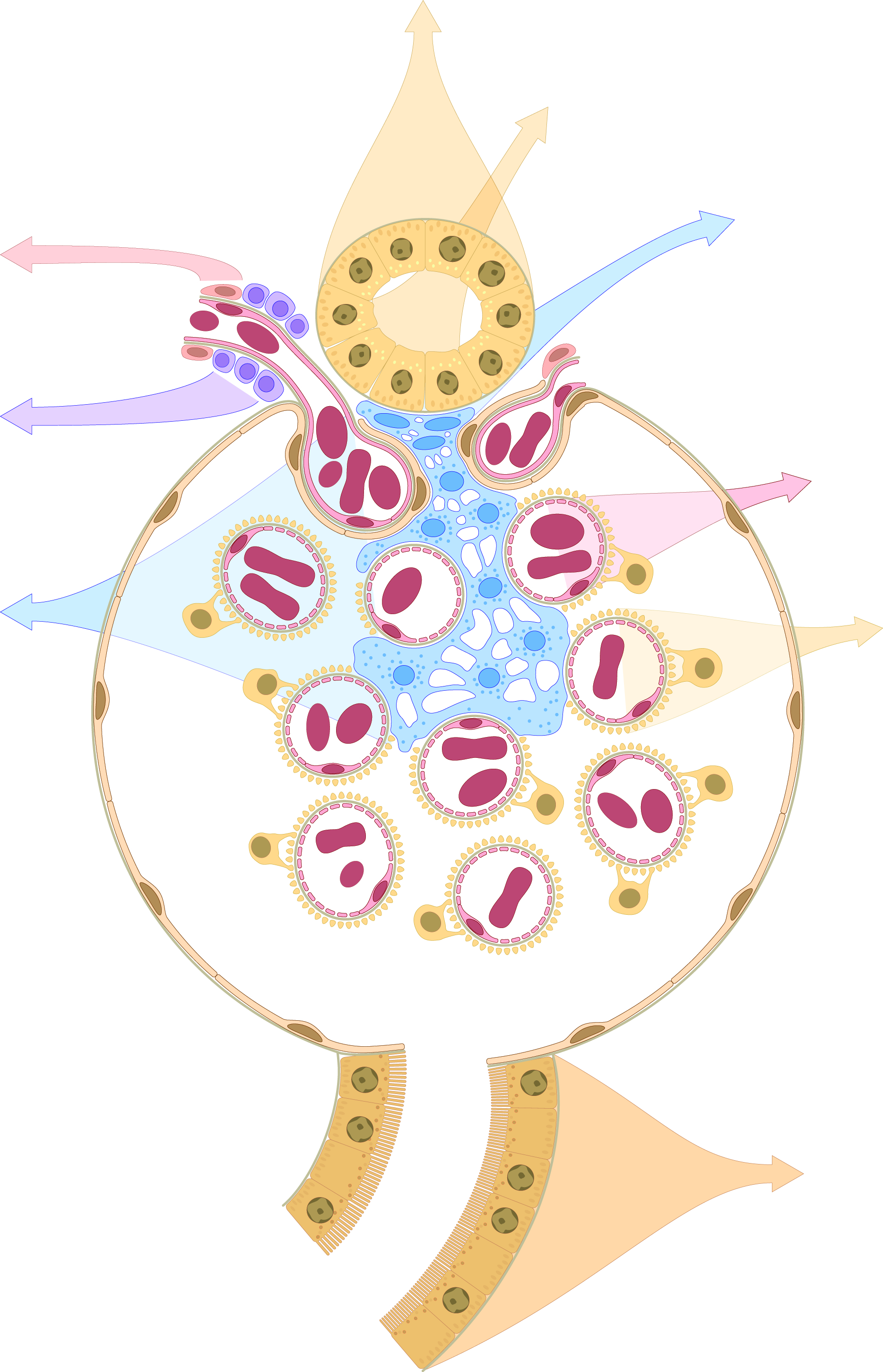
الكبيبة.
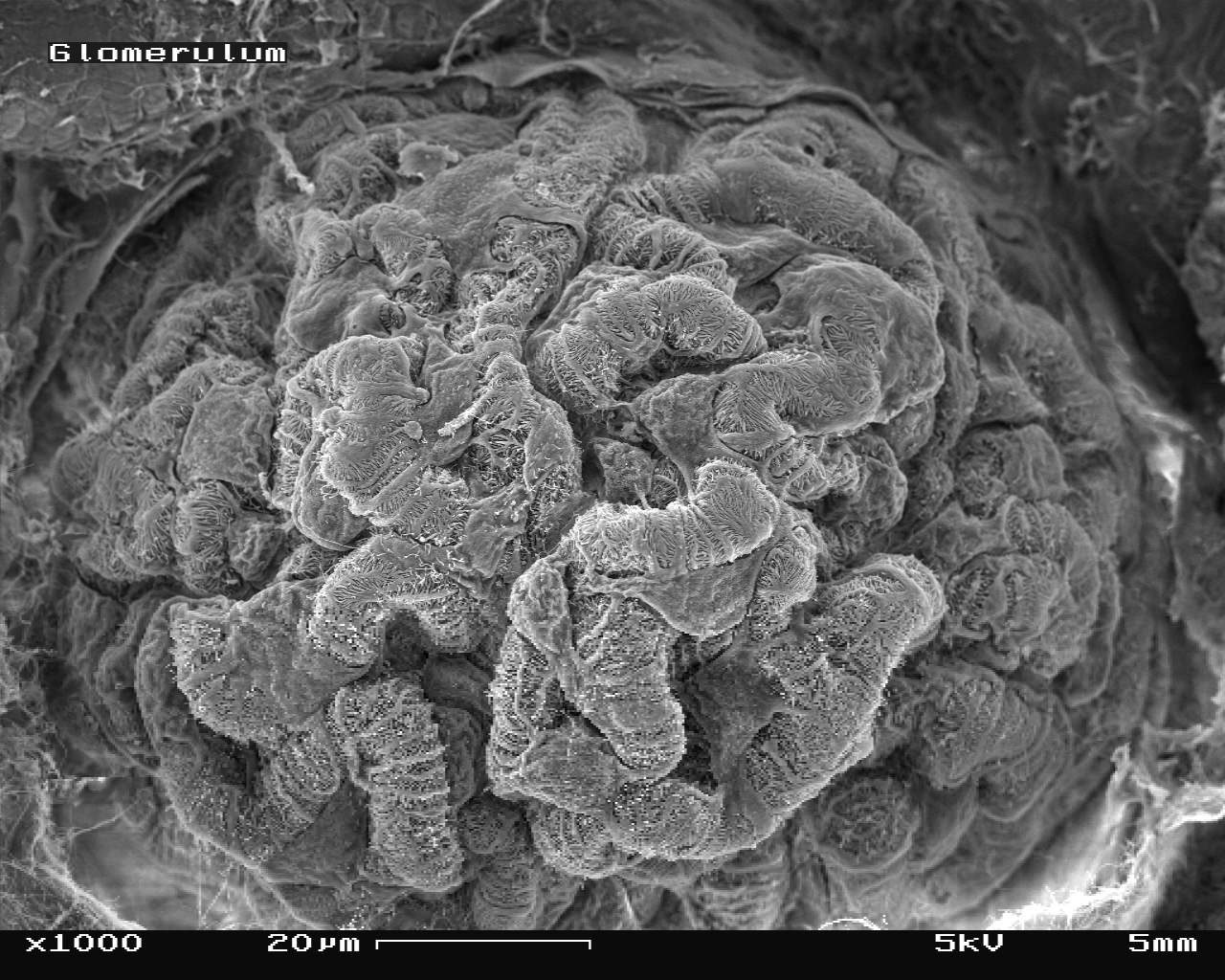
صورة بالمجهر الإلكتروني الماسح للكبيبة في الفأر (تكبير 1000x)
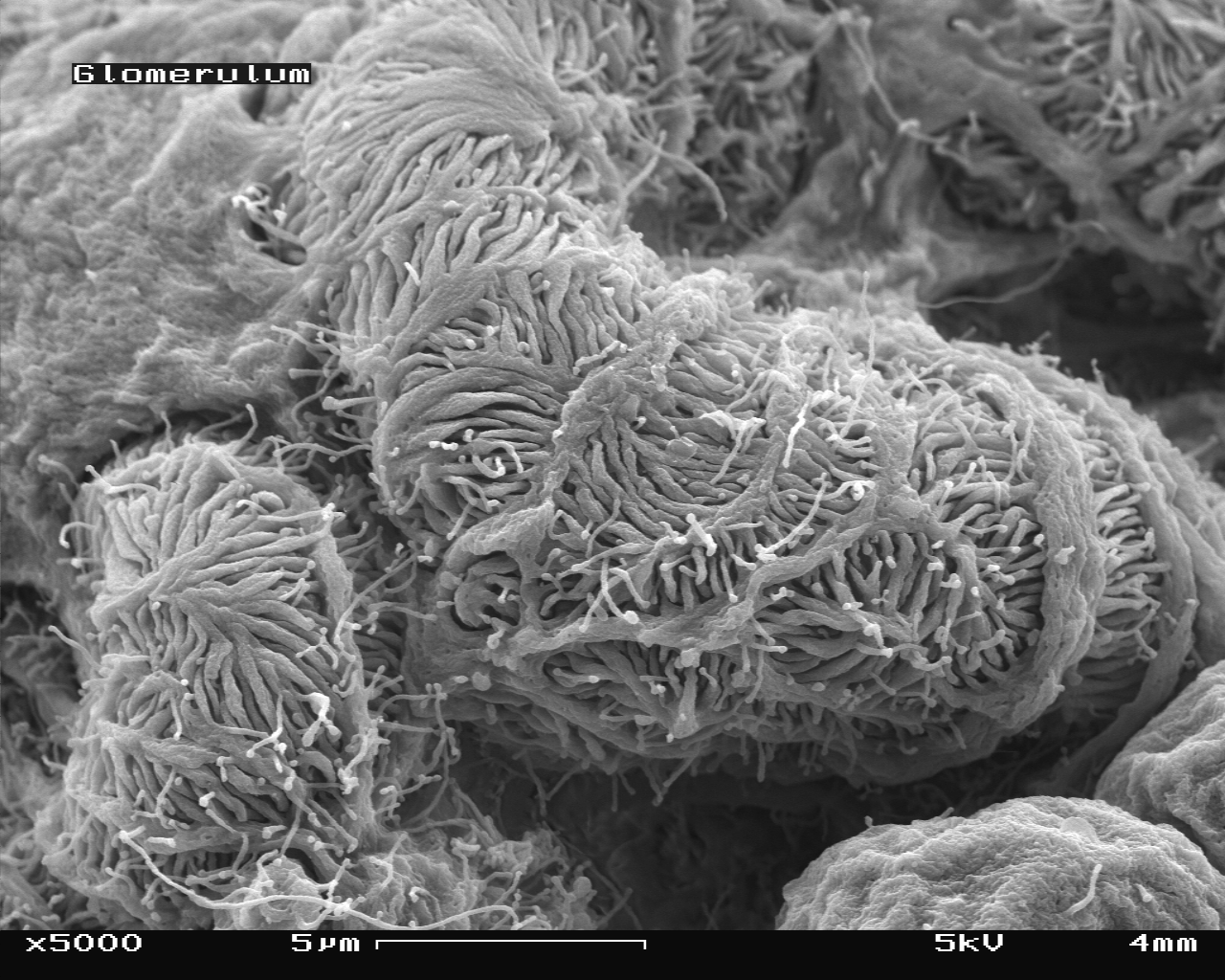
صورة بالمجهر الإلكتروني الماسح للكبيبة في الفأر (تكبير 5000x)
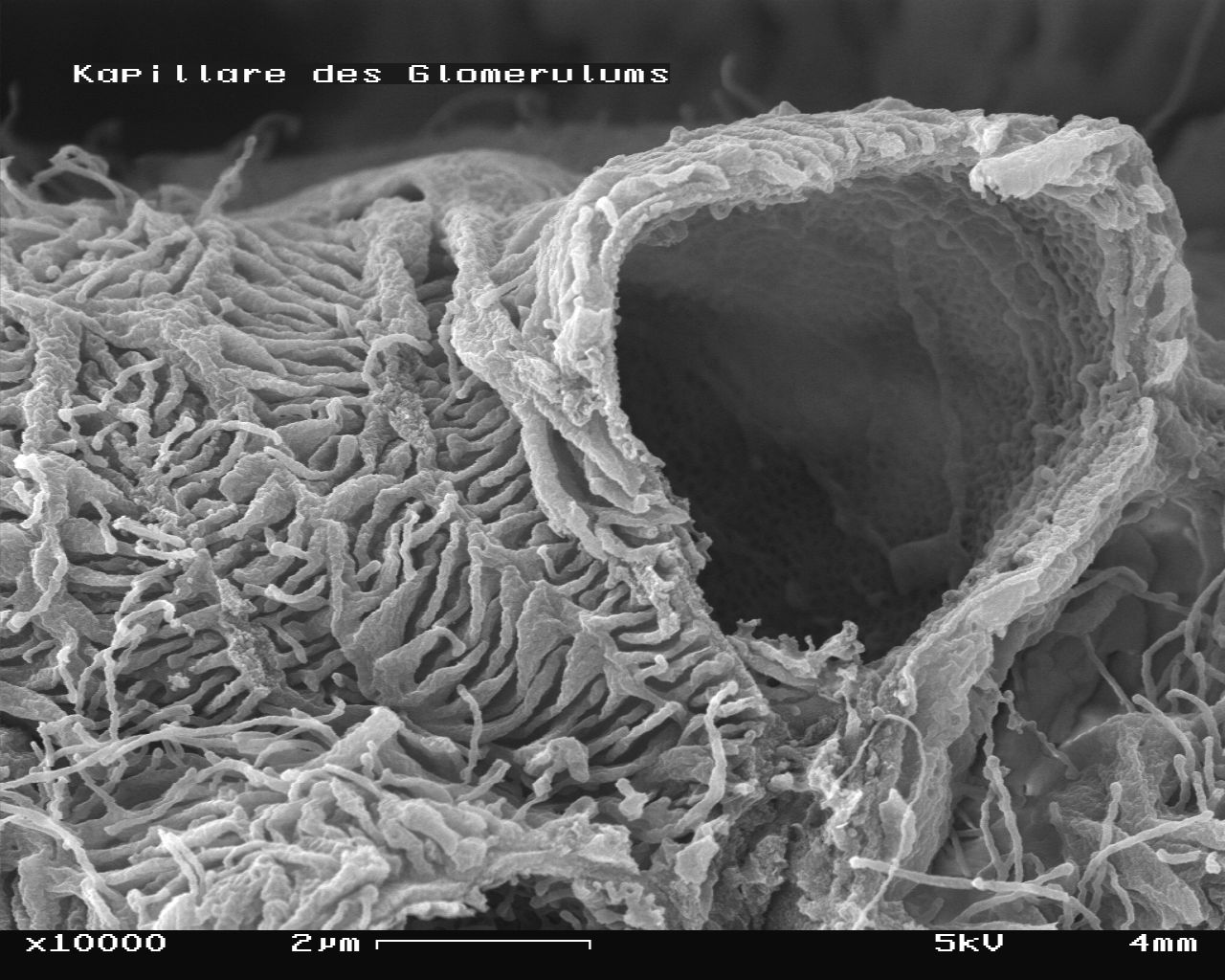
صورة بالمجهر الإلكتروني الماسح للكبيبة في الفأر (تكبير 10,000x)
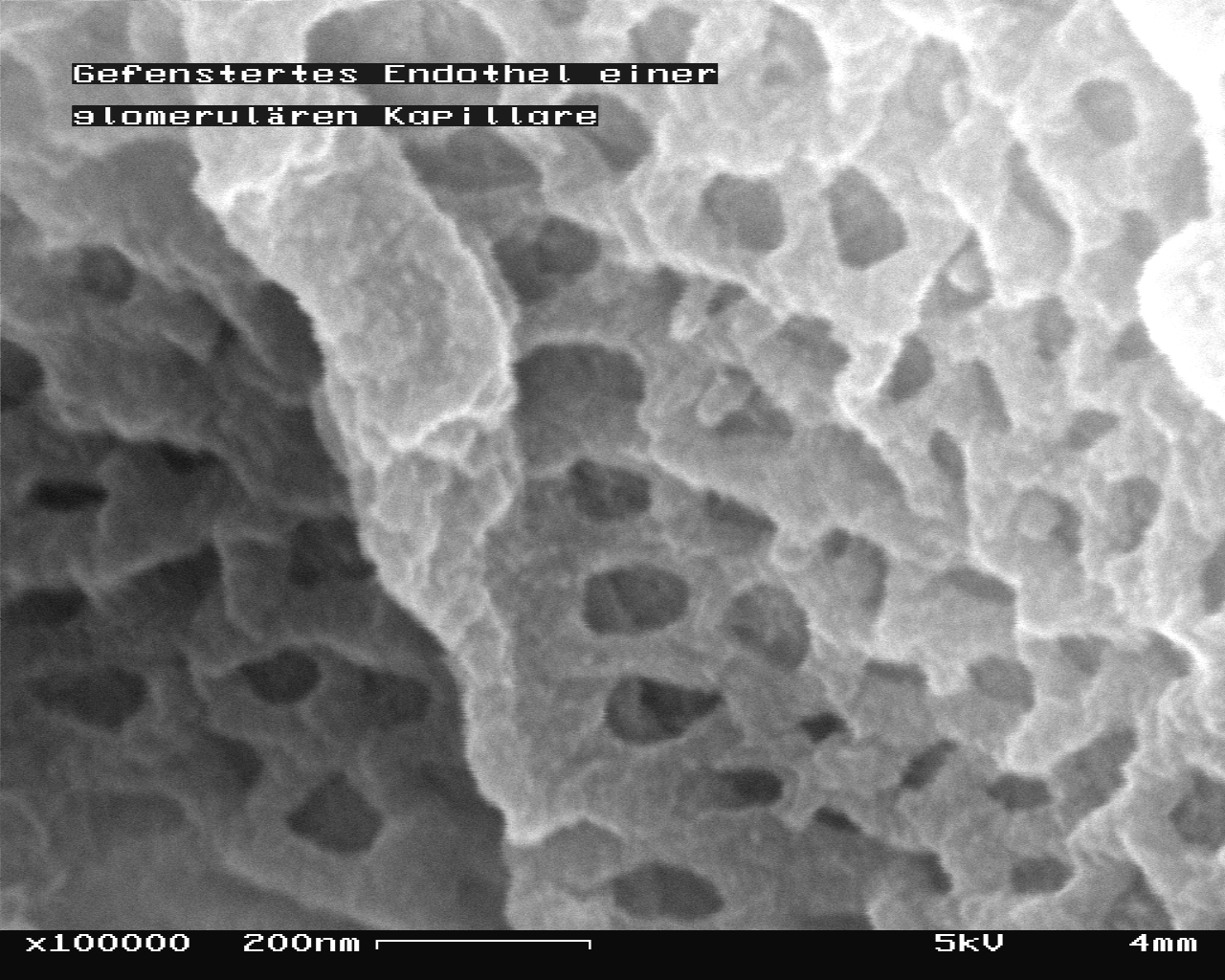
منظر من داخل شعيرة دموية مصابة وتظهر الالنوافذ النسيجية في الصورة, (تكبير 100,000x)
جسيم كلوي